# Сармат (пивоваренный завод)
ЗАО «Сармат» (до 27 октября 2001 года ЗАО СП «Донецкий пивоваренный завод», укр. ЗАТ СП «Донецький пивоварний завод») — украинская пивоваренная компания. Находится в Донецке. Выпускает пиво под брендами «Сармат», Велкопоповицкий Козел (чеш. Velkopopovický Kozel), Золотая Бочка, Miller Genuine Draft, Redd’s. Под маркой «Сармат» производятся такая продукция: «Сармат Светлое», «Жигулевское», «Сармат крепкое», «Сармат безалкогольное», «Добрый Шубин».

## Технология
В прошлом, крупнейший на Украине пивоваренный завод, выпускавший непастеризованное пиво.
При изготовлении пива на заводе не используются пастеризация, насыщение пива углекислотой и консервантами, однако срок хранения пива составляет три месяца, что достигается благодаря технологиям бескислородной варки и разлива, фильтрации взвешенных дрожжевых частиц.
В то же время на всех бутылках в составе можно найти аскорбиновую кислоту — один из консервантов.

## История завода
Строительство завода длилось с 1952 по 1962 год.
Согласно местной легенды, при встрече Сталина с шахтерами в 1951 году, Сталин спросил их: «Чего бы вам хотелось?», один из шахтеров, набравшись смелости, сказал: «Нам бы пивка, товарищ Сталин!». В этом же году был подписан указ о строительстве пивзавода. В 1952 году было начато строительство.
В середине 1990-х годов завод первым из украинских производителей начал выпуск пива в ПЭТ-бутылках и кегах.
В 2002 году завод впервые на Украине выпустил пшеничное пиво.
Завод обладает цехом по производству солода, элеватором, цехом водоподготовки и водоочистки, двумя участками варки пива, шестью линиями розлива — одной баночной, двумя линиями для стеклянной бутылки мощностью 40000 и 60000 бутылок в час, и двумя линиями для ПЭТ-бутылки, одной кеговой.
4 июля 2008 года британская пивоваренная компания «СабМиллер» (англ. SABMiller ) сообщила о завершении сделки по приобретению 99,84 % акций ЗАО «Сармат».
1 ноября 2012 года Миллер Брендз Украина перешла в управление компании Efes. ЧАО «Миллер Брендз Украина» «СабМиллер» переименовано в ЧАО «Эфес Украина».
Объём производства за 2012 год — 17,5 тыс. дал пива.
Штат по состоянию на начало 2013 года — 900 человек.
В 2015 году предприятие было законсервировано из-за войны в Донбассе. 18 марта 2017 года глава ДНР Александр Захарченко запустил линию розлива пива на донецком пивзаводе «Сармат».